# Schmitten (Hochtaunus)
Schmitten é uma cidade e um município do estado alemão de Hesse da Alemanha.

## Distritos
Schmitten tem 8 distritos.
| Distrito         | Brasão                     | Área     | População |
| ---------------- | -------------------------- | -------- | --------- |
| Arnoldshain      | Brasão de Arnoldshain      | 8,26 km² | 1.917     |
| Brombach         | Brasão de Brombach         | 2,98 km² | 507       |
| Dorfweil         | Brasão de Dorfweil         | 3,67 km² | 684       |
| Hunoldstal       | Brasão de Hunoldstal       | 2,22 km² | 434       |
| Niederreifenberg | Brasão de Niederreifenberg | 4,15 km² | 1.354     |
| Oberreifenberg   | Brasão de Oberreifenberg   | 3,83 km² | 1.922     |
| Seelenberg       | Brasão de Seelenberg       | 3,41 km² | 570       |
| Treisberg        | Brasão de Treisberg        | 2,87 km² | 183       |